# Шварцхорн (Ретикон)
Шварцхорн (нем. Schwarzhorn) — гора, расположенная на границе Лихтенштейна и Швейцарии в горном хребте Ретикон. Высота — 2573 метра над уровнем моря (также указывают 2574 м), является вторым по высоте пиком княжества.  Рядом имеются отели и кемпинги для туристов и альпинистов, по южному гребню идёт тропа на вершину.
Иногда гора указывается как Хинтер-Граушпиц, однако в справочнике географических и исторических названий Лихтенштейна они даны как разные горные вершины.